# Karl August von Hardenberg
Karl August von Hardenberg, född 31 maj 1750 i Essenrode, Hannover, död 26 november 1822 i Genua, var en preussisk statsman och furste.

## Biografi
Hardenberg trädde 1770 i hannoversk tjänst och befordrades till geheimekammarråd, men begav sig senare till Braunschweig-Wolfenbüttel, där han i maj 1782 utnämndes till president i klosterrådet och verkligt geheimeråd. År 1791 blev han preussisk kabinettsminister och övertog 1792 förvaltningen av de till Preussen avträdda furstendömena Ansbach och Bayreuth. Från februari 1795 ledde han de preussiska fredsunderhandlingarna med Frankrike och undertecknade 5 april samma år freden i Basel, varefter han fulländade organisationen av Ansbachs och Bayreuths förvaltning. År 1804 blev han greve Haugwitz efterträdare på posten som preussisk utrikesminister.
Utan att inse den stora fara som Napoleons makt innebar gjorde Hardenberg till sin uppgift att arrondera Preussens område, helst genom förvärv av Hannover, och då detta land tillhörde kungen av England, Napoleons motståndare, gick Hardenbergs politik ut på att undvika konflikt med Frankrike. I början av 1805 inledde han underhandlingar med Napoleon om Hannovers överlämnande till Preussen, och han var nära att nå sitt mål, då preussiske kungen, till följd av fransmännens inryckande i Ansbach, genom fördraget i Potsdam 3 november 1805 mot Hardenbergs vilja lovade kejsar Alexander att under vissa förutsättningar deltaga i kriget mot Napoleon. Efter ryssarnas nederlag vid Austerlitz i början av december samma år slöt emellertid den preussiska regeringen med Napoleon fördraget i Schönbrunn (15 december), varigenom Hannover visserligen tillföll Preussen, som i stället måste avträda Ansbach, Neuchâtel och Kleve samt ingick förbund med Frankrike.
Kort därefter, 24 april 1806, måste Hardenberg avgå från sin ministerpost genom Napoleons inverkan. Detta förorsakade en fullständig omkastning i Hardenbergs politiska åskådningssätt. I hemlighet deltog underhandlingarna mellan Preussen och Ryssland före fjärde koalitionskriget (1806) och blev 10 april 1807 ånyo Preussens ledande minister, men nedlade sitt ämbete redan i juli, då Napoleon gjorde hans avlägsnande till ett fredsvillkor. 1810 utnämndes han ändå med Napoleons samtycke till statskansler. Han fortsatte som sådan delvis de av Stein påbörjade reformerna, upphävde skråtvånget och införde näringsfrihet, skaffade bönderna under vissa villkor fri dispositionsrätt över en del av jorden, och han förespeglade men genomförde ej upphävandet av adelns skattefrihet.
År 1811 ansåg han tiden vara inne att bryta med Napoleon och sluta förbund med Ryssland. Kung Fredrik Vilhelm förband sig emellertid 24 februari 1812 att understödja Napoleon under det ryska fälttåget. Då franska härens undergång i Ryssland i december blev känd samt då general Yorck 30 december på eget bevåg skilde de preussiska trupperna från de franska och slöt ett neutralitetsfördrag med ryske generalen Diebitsch, lyckades Hardenberg förmå kungen att ingå defensivallians med Ryssland (28 februari 1813). Hardenberg använde nu sina krafter på att organisera det stora anfallsförbundet mot Napoleon, men lyckades ej av de allierade stormakterna få någon förbindelse i fråga om Preussens önskade utvidgning i Sachsen och Rhen-trakterna. Å Preussens vägnar undertecknade han fredsfördraget i Paris (30 maj 1814), varefter han upphöjdes i furstligt stånd. Ännu i åtta år stod han i spetsen för den preussiska ministären, men hans ålder minskade småningom hans inflytande. Löftet om införandet av en folkrepresentation, som han 1815 utverkade av kungen, infriades inte under hans tid.

## Utmärkelser
- Honoris causa
- Storkors av Hederslegionen
- Sankt Hubertusorden
- Järnkorset
- Annunziataorden
- Kungliga Serafimerorden
- Elefantorden
- Riddare av Sankt Alexander Nevskij-orden
- Johanniterorden
- Polska Sankt Stanislaus orden
- Svarta örns orden
- Storkorset av Karl III:s orden
- Andra klassen av Röda örns orden
- Andreasorden
- Sankt Alexander Nevskij-orden
- Sankt Annas orden, första klass

[Redigera Wikidata]